# Cuir de Cordoue
 (mai 2018).
Si vous disposez d'ouvrages ou d'articles de référence ou si vous connaissez des sites web de qualité traitant du thème abordé ici, merci de compléter l'article en donnant les références utiles à sa vérifiabilité et en les liant à la section « Notes et références ».

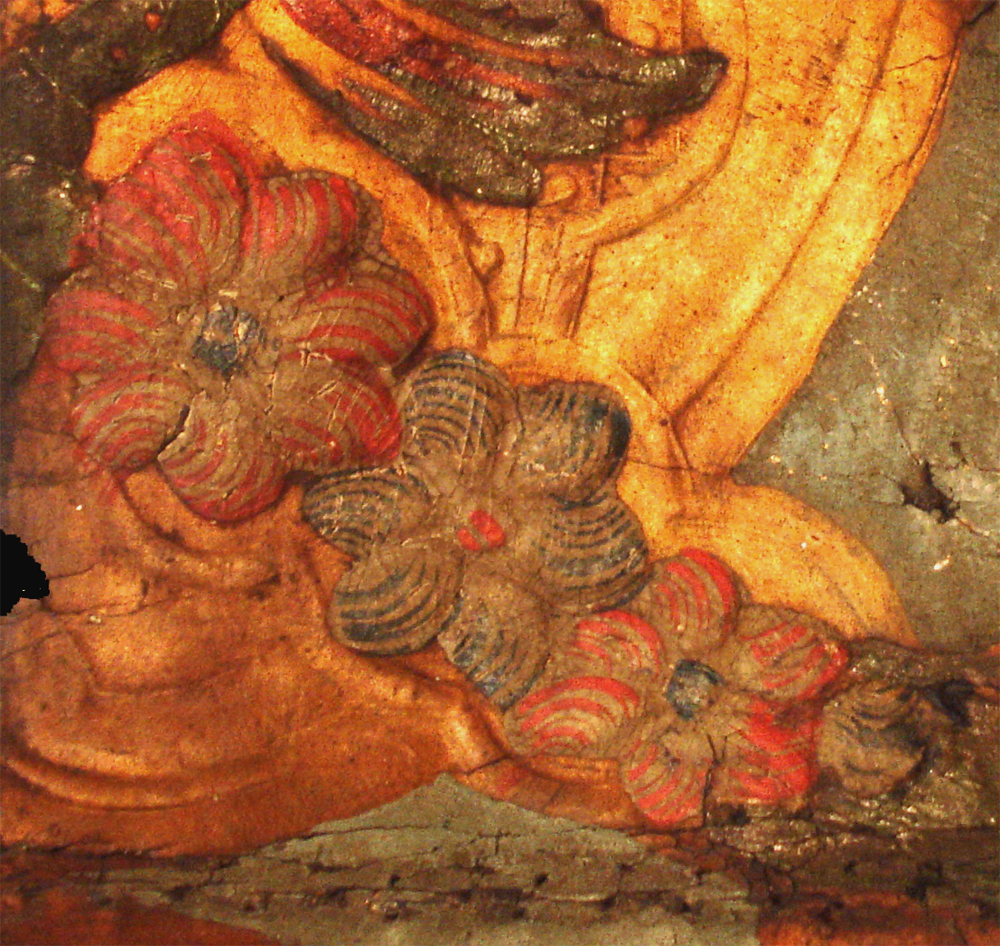
Fragment de cuir de Cordoue du XVe siècle.

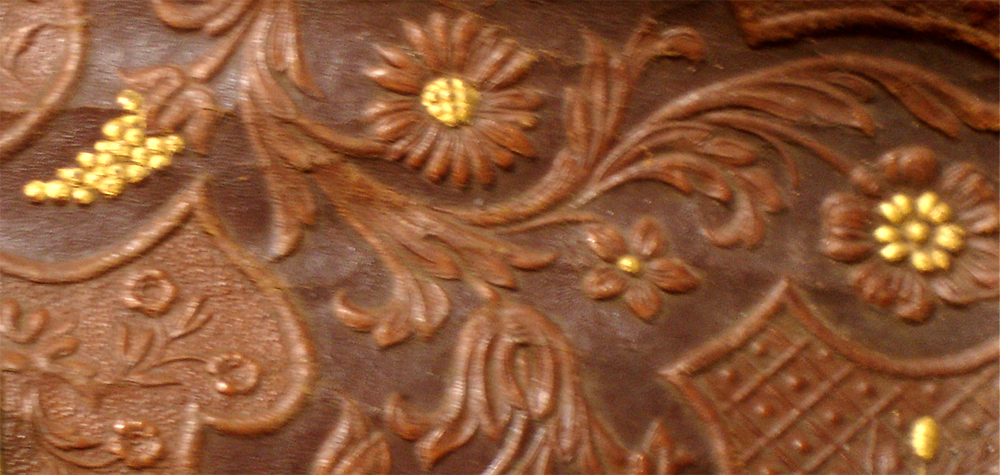
Fragment de cuir dit de Cordoue du XIXe siècle.

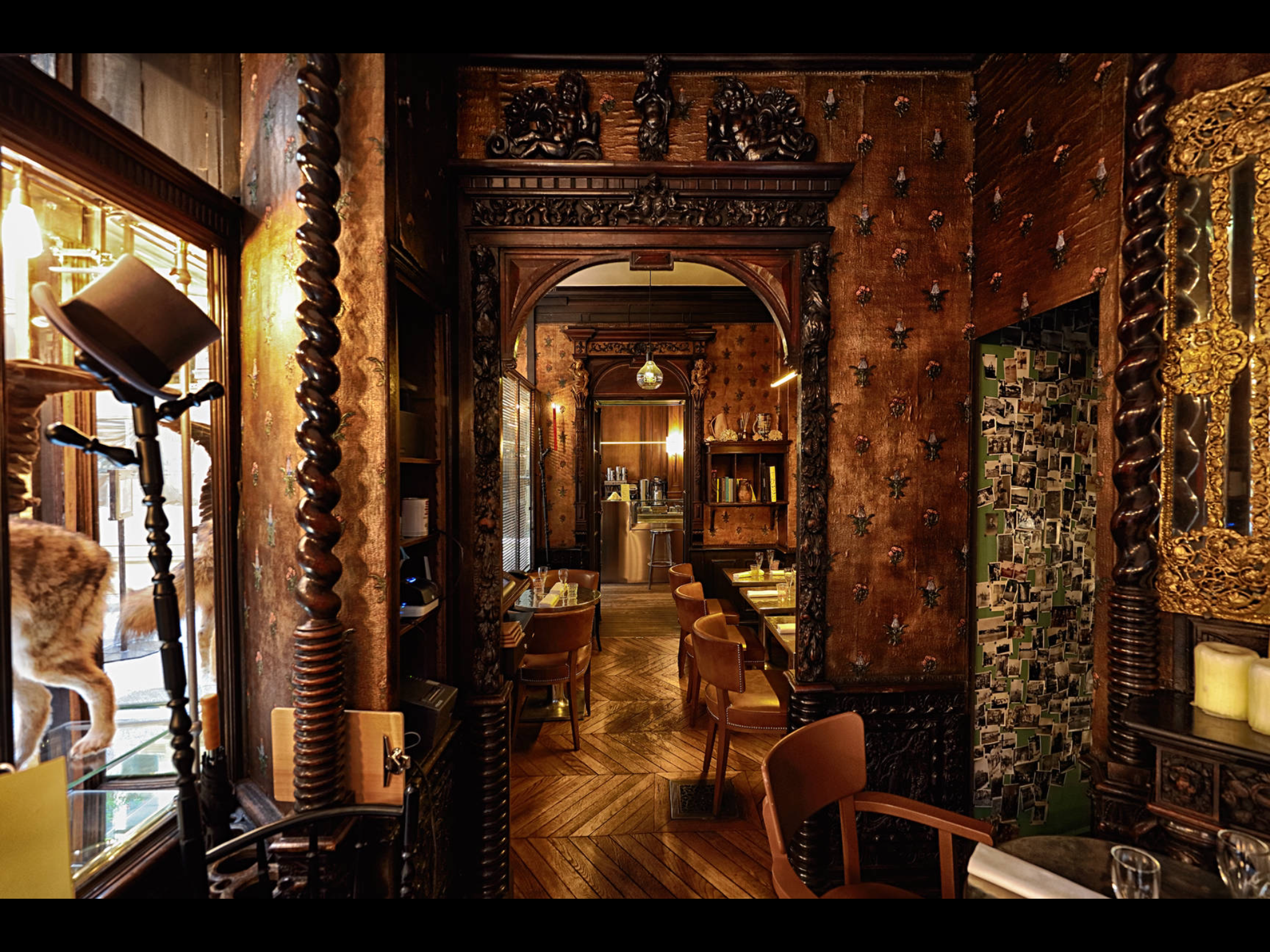
Les salons en cuir de Cordoue du restaurant Caffè Stern à Paris.

Le cuir de Cordoue, également nommé guadamacile, est un cuir d’apparence doré, de couleur et ayant un aspect de cuir repoussé (en relief, par gaufrage). Il sert à tapisser des murs mais aussi des sièges, gainer des meubles ou recouvrir des paravents.

## Histoire
Historiquement, les cuirs de Cordoue sont issus d’une technique maîtrisée par la ville de Ghadamès en Libye (d'où le nom guadamacile), qui en avait fait sa spécialité depuis fort longtemps, et qui fut importée par les Maures sous le califat de Cordoue. Mais ce type de cuir est encore plus ancien et remonte à l’Antiquité. 

## Technique de production
Une peau de mouton (basane) était immergée dans de l’eau, battue sur une pierre et essuyée. Ensuite le cuir était installé sur une pierre polie de plus grande taille que la peau. Puis la peau était tirée et essuyée de nouveau. C’est alors qu'elle était enduite à la main d’une colle particulière. La feuille d’argent était alors mise en place pour coller avec la peau et de nouveau essuyée. Enfin la peau était clouée sur une table de bois et laissée à sécher. Après séchage, un brunissoir servait au brunissage de l’argent fixé sur la peau. 
Après toutes ces étapes, la peau était humidifiée et placée sous une presse avec une planche de bois gravée de motifs, qui était encrée avec du sandaraque et du noir de fumée. Ensuite, le motif était complété par des peintures à l’huile (qui ne sont pas à confondre avec le procédé de l'huile siccative).
Suivant les règlements du métier des guadamacileros, à Séville en 1502, il était exigé que la peau soit du basane (peau de mouton), provenant d’un animal fraîchement tué et non mort d’une maladie, ni provenant d’une brebis trop jeune. La prescription fut la même à Barcelone en 1539, où l’application de feuille d’étain était interdite et également à Cordoue en 1567. Seule la feuille d’argent était autorisée ; la feuille d’or fut bien plus tardive. La couleur de l’or était obtenue par un savant mélange de pigments et d’un vernis particulier. 
La dimension des cuirs de Cordoue était fixée à la taille maximale de 75 cm sur 65 cm. Il faut préciser qu’à cette époque, quiconque n’aurait respecté ces règles aurait été condamné à mort. 

## Sur leur histoire à travers l’Europe
En France vers 1320, se forma la corporation des Cordouans, qui ramenait d’Espagne les cuirs de Cordoue en France. Le gainier en fit alors acquisition pour recouvrir les coffres de cuir de Cordoue. Mais cet usage sur les coffres fut si répandu qu’on les tenait pour des objets utilitaires et non décoratifs.
Concernant les cuirs des Flandres sous l’Empire colonial espagnol, les cuirs Ghadamaciles se développèrent au XVIIe siècle. Ils sont différents par le fait que le cuir humide est refoulé dans un moule auquel on ajoute une planche avec motif en contrepartie, qui est ensuite placé sous une presse.
Malheureusement, à la suite de la Reconquista, l’expulsion des Maures par Philippe III d'Espagne en 1610 porte un coup mortel à cette industrie. C’est alors que l’Italie, l’Allemagne, la Hollande, la France, se partagèrent ce savoir-faire.

## D'autres descendants des cuirs de Cordoue
En 1594 les doreurs sur cuir français se constituent en communauté. Quelques années plus tard un dénommé Rozan reçoit privilège du roi pour « fabriquer tapisserie de cuir doré » ayant atelier près de la porte Saint-Antoine (actuel quartier de la rue Saint-Antoine). Puis à Avignon en 1606, on trouve un doreur sur cuir se nommant Scipion de la Gratia.
Les cuirs d’Allemagne et de Hollande avaient grande réputation, mais nous ne savons rien sur les pratiquants de cet art dans ces pays. Pourtant le cardinal Mazarin avait une tapisserie de Hollande, faite de 186 peaux, richement décorées.
Il y eut également « le cuir de Venise ».
Des artisans cordouans comme Ramón García Romero ont travaillé à la reconstitution de ces techniques médiévales et à leur remise en usage aux XXe et XXIe siècles.